# Équipe d'Allemagne de l'Est masculine de water-polo
L'équipe d'Allemagne de l'Est masculine de water-polo est la sélection nationale représentant l'Allemagne de l'Est dans les compétitions internationales de water-polo masculin. 
Les Est-Allemands sont sixièmes aux Jeux olympiques d'été de 1968.
Aux Championnats d'Europe, la sélection se classe cinquième en 1958, quatrième en 1962 et obtient la médaille d'argent en 1966.